# 南蒂罗尔广场
南蒂罗尔广场（Südtiroler Platz）是维也纳的一个广场。自1898年起称为法沃里滕广场（Favoritenplatz），1927年改为现名。
这是一个交通枢纽，南北走向的法沃里滕大街（Favoritenstraße）与东西向走向的维登腰带大街（Wiener Gürtel Straße）在此交汇。自2012年12月9日起，新的維也納火車總站已在附近运营。
该广场基本上是维登（第4区）的一部分。 南部的一小部分属于法沃里滕（第10区）。